# Vladimir Vasin
Vladimir Vasin (Moscú, Unión Soviética, 9 de enero de 1947) es un clavadista o saltador de trampolín soviético especializado en trampolín de 3 metros, donde consiguió ser campeón olímpico en 1972.

## Carrera deportiva
En los Juegos Olímpicos de 1972 celebrados en Múnich (Alemania) ganó la medalla de oro en los saltos desde el trampolín de 3 metros, con una puntuación de 594 puntos, por delante del italiano Giorgio Cagnotto (plata con 591 puntos) y el estadounidense Craig Lincoln.